# Manchester, Connecticut
Manchester är en kommun (town) i Hartford County, Connecticut, USA med 58 241 invånare (2010).

## Kända personer från Manchester
- Daniel C. Burbank, astronaut
- Frederick Walker Pitkin, guvernör i Colorado 1879-1883